# 三星Galaxy J6
三星Galaxy J6是由韩国三星電子製造的一款Android智慧型手機，於2018年5月發表，6月上市。三星Galaxy J6 運行基於Android 8.0 Oreo作業系統的Grace UX介面。這台智慧型手機搭載了採用14nm製程整合的三星Exynos 7870 SoC，由8個ARM Cortex-A53 核心、Mali-T830MP1 GPU、3 GB的記憶體和32 GB儲存空間組成，最大可以擴充到256 GB的MicroSD記憶卡，可支援上4G+4G雙卡雙待，電池為不可拆卸式3000mAh，跟上一代三星Galaxy J7 Pro一樣為三卡槽。

## 技術規格
- 後置攝像頭：1300萬畫素(F1.9)
- 前置攝像頭：800萬像素(F1.9)
- 內存：3 GB RAM
- 存儲：32 GB
- 電池：3000 mAh
- 處理器：三星Exynos 7870
- 操作系統：基於Android 9.0 Pie系統的One UI介面
- 重量：154克
- 螢幕：5.6英寸 1480*720 HD+ Super AMOLED